# Droit indien

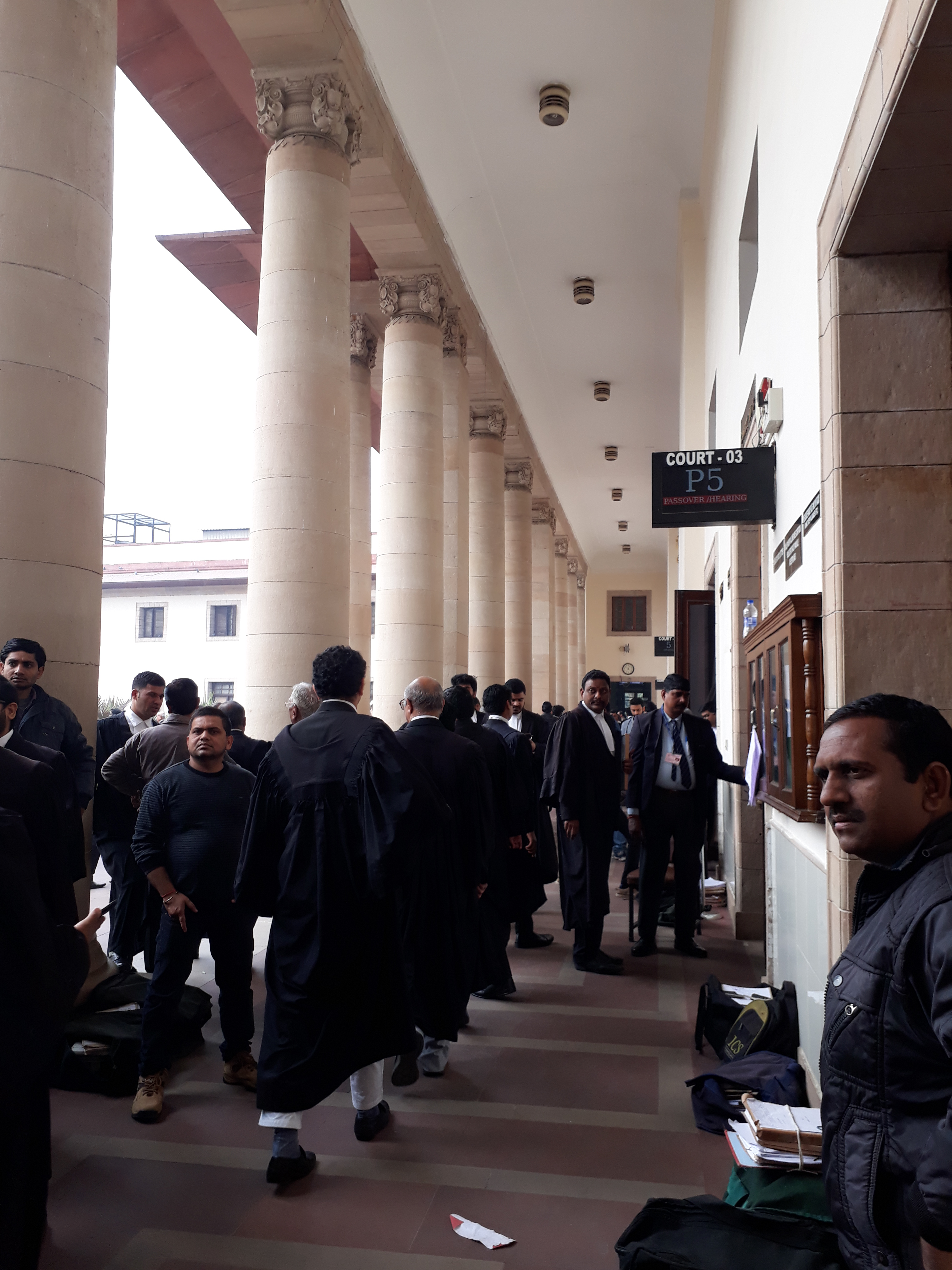
Un couloir de la Cour suprême de l'Inde avec des avocats et des justiciables.

Le droit indien est hérité en grande partie de la colonisation britannique, d'où l'influence de la common law, qui a été codifiée en un certain nombre de codes et de lois. Il est aussi influencé par le droit hindou, lequel continue à exercer une influence dans toutes sortes de domaines, et régit le statut personnel des citoyens hindous, de la même façon que le droit musulman régit celui des citoyens musulmans. Cependant, les lois hindoues ont été pratiquement abolies après l'indépendance lorsque le Parlement a adopté les projets de loi sur le code hindou en 1954.
Formée de 29 États et de 7 territoires, l'Inde est un État fédéral, chaque État disposant d'une Cour supérieure et d'un droit qui possède ses spécificités. La Cour suprême a progressivement acquis un pouvoir de contrôle juridictionnel de la légalité des actes de l'administration, qui s'étend au contrôle constitutionnel des lois du Parlement, et même de ses révisions constitutionnelles (effectuées en vertu de l'art. 368 de la Constitution du 26 janvier 1950).

## Sources du droit

### Constitution
La Constitution est la norme fondamentale de l'Inde.

### Droit international
L'Inde n'a pas adhéré à la Cour pénale internationale. Elle a ratifié en juin 1993 la Convention sur l'élimination de toutes les formes de discrimination à l'égard des femmes.

## Système juridique
Le système juridique indépendant de l'Inde a été mis en place par les Britanniques, sous le Raj britannique, et ses concepts et procédures suivent grosso modo ceux des pays anglo-saxons, bien qu'il possède de nombreuses particularités (dont un très grand nombre de juridictions spécialisées, appelées tribunals pour les distinguer des cours de justice, appelées courts ; on peut citer, par exemple, les tribunaux pour consommateurs, une douzaine de tribunaux spécialisés en matière de droit du travail, des tribunaux pour chaque impôt, taxe, moyen de transport, pour les loyers, la réforme agraire, les coopératives, les élections, le cadastre, les mines, les brevets, les monopoles, les réfugiés, la presse, etc.).
L'édifice juridique est ainsi composée:
- Tout en bas de l'échelle, on trouve les tribunaux séparés pour les affaires civiles et pour les affaires pénales (police et affaires correctionnelles).
- Au-dessus se trouvent les « tribunaux civils de pleine juridiction », cours d'appel qui connaissent aussi des affaires criminelles (sauf celles relatives au meurtre).
- On a ensuite les « tribunaux de district », qui sont des cours d'appel pour les affaires criminelles, et ont compétence pour les affaires criminelles graves.
- Enfin les Hautes Cours (High Courts (en)) de chaque État et la Cour suprême, qui fonctionne comme cour d'appel mais juge aussi en première instance les affaires importantes concernant les violations des droits fondamentaux.

Dans les années 1960, l'Inde a cessé d'employer des jurys populaires pour la plupart des procès, à cause de leur corruption et de leur inefficacité[réf. nécessaire], et surtout en raison de l'histoire chargée, sur le plan colonial, de ceux-ci, laissant ce travail aux juges professionnels.

### La Cour suprême et le contrôle de constitutionnalité

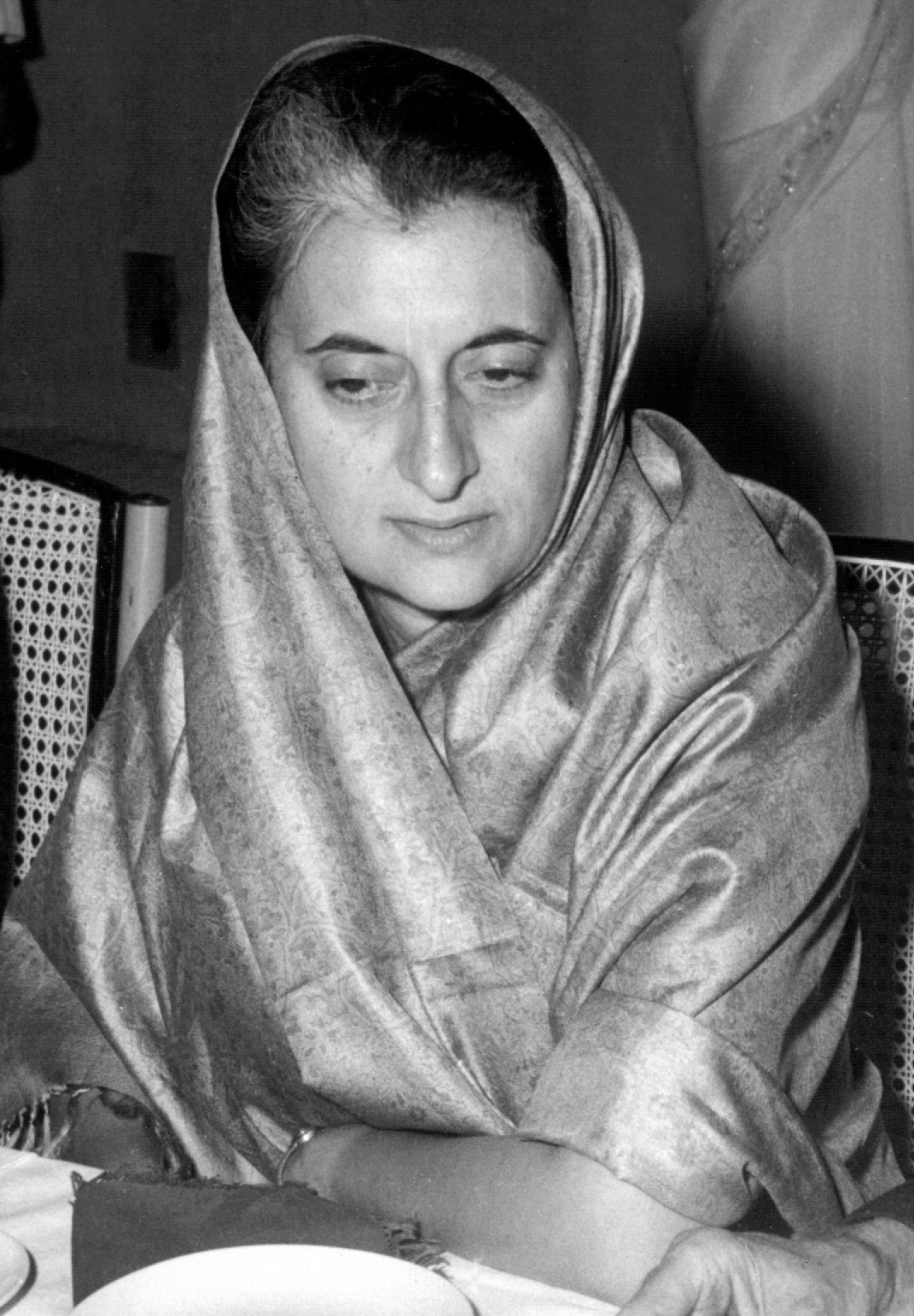
Indira Gandhi, premier ministre de l'Inde, en conflit avec la Cour suprême durant son premier terme (1966-1977).

La Cour suprême se compose d'un juge en chef et de 25 juges assistants, tous désignés par le président, conformément aux préconisations du Premier ministre. L'indépendance de la Cour suprême est aujourd'hui acquise, celle-ci s'étant arrogée un pouvoir de contrôle de constitutionnalité des actes du Parlement, y compris des réformes constitutionnelles.
Une lutte entre le Parlement et la Cour a eu lieu à la fin des années 1970, trouvant son origine dans un conflit concernant la réforme agraire, prônée par le gouvernement, et le droit de propriété, garanti par l'article 31 de la Constitution. À la suite d'une décision de la Cour, le Parlement promulgua en 1955 une révision constitutionnelle pour déclarer qu'une loi pouvait restreindre le droit de propriété sans porter atteinte aux droits fondamentaux, garantis par le titre III de la Constitution (le titre IV, « principes directeurs du gouvernement (en) », accorde une large place aux droits économiques et sociaux).
En 1967, la Cour suprême jugea qu'une révision constitutionnelle ne pouvait porter atteinte aux droits fondamentaux. Le Parlement promulgua alors de nouvelles révisions constitutionnelles, en 1971 (24e et 25e amendement), l'autorisant à modifier toute partie de la Constitution, et déclarant « qu'aucune loi donnant effet aux principes directeurs du gouvernement relatif à la distribution des richesses ne pourra être déclarée nulle pour atteinte aux droits fondamentaux. » (David, 2001). Ceci fut attaqué devant la Cour, donnant lieu à la décision Kesavananda Bharati v. The State of Kerala (en) de 1973, ré-affirmant le pouvoir de la Cour et élaborant la doctrine juridique de la Structure de base (en) (Basic structure).
En 1976, pendant la période de l'état d'urgence déclarée par le gouvernement d'Indira Gandhi, une nouvelle révision constitutionnelle, portant sur l'article 368 régulant les révisions constitutionnelles, affirma qu'aucun changement de Constitution ne pouvait être attaqué devant une juridiction, et affirma le pouvoir illimité du Parlement pour modifier la Constitution (en respectant la majorité des deux tiers et autres dispositions prévues par l'art. 368).
Mais le Parti du Congrès, au pouvoir, perdit les élections suivantes; la révision constitutionnelle de 1976 fut attaquée devant la Cour, qui la décréta inconstitutionnelle en 1980, et le Parlement issu des nouvelles élections, qui portèrent Morarji Desai au pouvoir, céda. Le pouvoir de contrôle de constitutionnalité de la Cour a donc été maintenu. L'art. 31 sur le droit de propriété a toutefois cessé d'être un droit fondamental, étant relégué au titre XII de la Constitution.

### L'indépendance des juges
L'issue de la lutte entre la Cour suprême et le Parlement a largement confirmé l'indépendance et le pouvoir de celle-là. Mais le contrôle juridictionnel et constitutionnel des actes de l'administration, ainsi que des décisions des tribunaux spécialisés, s'exerce aussi au niveau des Cours supérieures. Celles-ci peuvent aussi prononcer des ordonnances provisoires contre les décisions de l'Administration et les tribunaux d'exception. En raison de la lenteur de la justice, ces ordonnances ont pu rester en vigueur pendant une longue période, empêchant la perception de taxes, la censure des ruptures abusives de contrats de travail, etc..
Les Cours ont pu ainsi ralentir, dans les années 1970, la politique de redistribution des richesses initiée par l'exécutif. Elles sont allées jusqu'à annuler l'élection d'Indira Gandhi, le 12 juin 1975, à la suite d'une plainte déposée par son adversaire vaincu aux élections de 1971, Raj Narain (en), pour irrégularités électorales. C'est à la suite de cet arrêt qu'I. Gandhi déclara l'état d'urgence.
L'année suivante, le Parlement votait une révision constitutionnelle retirant aux Cours certaines matières importantes, confiées aux tribunaux spécialisés. La réforme de 1976 exigeait aussi des cours supérieures de décider dans les deux semaines, sous requête de la partie adverse, de la validité de l'ordonnance provisoire prononcée au profit du requérant.
Toutefois, cette révision constitutionnelle est restée lettre morte. Seuls quelques tribunaux spécialisés ont été mis sur place pour prendre en charge les matières en question, tandis que le délai des deux semaines n'a pas été respecté.
Bien que le pouvoir judiciaire dispose ainsi d'une large indépendance, le gouvernement peut faire pression sur eux par plusieurs moyens:
- avancement: les juges des cours supérieures sont en partie choisis parmi les juges de district, et sont nommés par le gouvernement[9]. Pendant le conflit entre le gouvernement et les juges, celui-là a décidé de rompre la convention tacite qui l'amenait à nommer les plus anciens présidents des cours supérieures conseillers de la Cour suprême[9].
- financiers : leur salaire est largement payé en nature, et donc une large partie de celui-ci cesse à la retraite; l'attrait de présidences de commissions ou de tribunaux spécialisés à ce moment permet d'exercer une certaine influence sur les juges[9] ;
- par le biais des déplacements d'une cour supérieure à une autre, après avis du président de la Cour suprême[9]. Un tiers des membres de chaque Cour provient en effet d'une autre Cour, pour des raisons d'intégration nationale[9]. Mais certains juges refusent de se voir muter dans un horizon qui peut-être très différent, en raison de la diversité géographique, climatique, culturelle du pays, et préfèrent donc démissionner[9].

Outre ces facteurs d'influence, les hauts magistrats profitent de leur position pour peser fortement sur les petits juges, influençant parfois les décisions en faveur de leurs proches. Le barreau exerce aussi une influence non négligeable, et si les juges ont tous appartenu au barreau, leurs relations se sont détériorées (le bâtonnier de l'ordre général des avocats de l'Inde a été suspendu, dans les années 1990, pour injures proférées lors de l'audience contre un magistrat d'une cour supérieure).

## Aide légale, conciliation, arbitrage et médiation
L'aide légale, qui est devenue un principe directeur du gouvernement par la révision constitutionnelle de 1976, a été organisée par la loi du 29 octobre 1994, en vigueur depuis 1997. Le Code de procédure criminelle de 1973 rendait déjà obligatoire l'assistance d'un avocat dans les affaires criminelles. La loi de 1994 permet non seulement aux pauvres, mais aux femmes, enfants, ouvriers, à la population tribale, hors-caste, invalides, malades mentaux, mendiants, personnes incarcérées, etc., d'obtenir l'aide légale.
Celle-ci ayant conduit à une augmentation du nombre d'affaires portées devant les tribunaux, une chambre de conciliation, appelée chambre populaire, a été créée, correspondant à chaque tribunal déjà existant dans la hiérarchie.
En outre, une loi de 1996 (Arbitration and Conciliation Act) favorise le recours à la médiation et à l'arbitrage, afin d'encourager ce mode de résolution des conflits et de réduire l'encombrement des tribunaux. Ce dispositif diffère des chambres de conciliation. L'arbitrage existait déjà dans le droit hindou et musulman, où un hakam pouvait conduire la conciliation, avant que celle-ci ne soit validée par un juge. La loi de 1996 reprend les dispositions du modèle de loi développé par l'ONU (le UNCITRAL Model Law on International Commercial Arbitration (en) de 1985 ainsi que les règles de conciliation développées en 1980 par l'UNCITRAL (en) (United Nations Commission on International Trade Law ; Commission de l'ONU sur le droit international du commerce).

## Droit personnel
Les lois sur la famille fondées sur la religion sont applicables temporairement au choix des citoyens. La constitution appelle à un code civil laïc uniforme et à l’abolition des lois religieuses imposées par les Britanniques — sauf à Goa, où un code civil uniforme, d'origine portugaise, est utilisé pour tous. Une loi sur le mariage civil a toutefois été promulguée après l'indépendance : on peut se marier soit au civil, soit selon le droit religieux.
Le Dissolution of Muslim Marriages Act de 1939 (loi sur la dissolution des mariages musulmans), loi sur les divorces passé dans l'Inde britannique, est un « véritable code du mariage musulman » (François-Paul Blanc, 2007), qui a été entériné par le Pakistan après la partition, et amendé par une ordonnance du 2 mars 1961. Amendé, il est aussi en vigueur en Inde pour ce qui concerne les sujets musulmans.
Certaines communautés musulmanes ont toutefois conservé les coutumes hindoues, notamment en matière de successions (les Khojas, les Cutchi Memons (en), des sunnites qui parlaient kutchi, les Halai Memons (en) de la région de Porbandar, les Sounni Bohras du Gujerat, les Molesalam Giraslas de Bharuch).

## L'exception tamoule
Le pays tamoul a constitué une exception à l'égard du droit hindou : celui-ci, optionnel par nature et laissant libre voie à la coutume, n'était pas appliqué. Bien que disposant d'une littérature importante, les tamouls ont préféré conserver un droit purement coutumier (voir les œuvres du poète tamoul Sékijar (en), qui fut par ailleurs premier ministre et décrit un procès, datant du XIIe siècle). Les colons (anglais, français à Pondichéry et ailleurs, et néerlandais) ont tous, dans des formes différentes, transcrit cette coutume à l'écrit (les Anglais ont fait appel aux dharma-sastras, tandis que les Hollandais ont recueilli par écrit les coutumes tamoules au XVIIIe siècle). Ce droit tamoul a aujourd'hui pratiquement disparu, mais les différences perdurent entre le droit du territoire de Pondichéry, colonisé par les français, et le droit des autres régions tamoules.

## Police
L'Inde a une police efficace qui est sensiblement moins corrompue que celles de ses voisins. Cependant, ses membres sont connus pour brutaliser les suspects, et fréquemment accusés d'obtenir des confessions par la torture. Les prisons sont habituellement surchargées. La peine capitale, souvent prononcée n'est que très rarement exécutée.[réf. nécessaire] Mohammad Afzal (en), condamné à mort pour avoir participé à l'attentat du parlement indien en 2001, est ainsi toujours dans les couloirs de la mort.

## Sources